# Chimenea del Camí
La chimenea del Camí es un elemento de arqueología industrial que se encuentra junto al Camino de las Tres Cruces, en la pedanía de Faitanar del municipio de Valencia, España.

## Descripción
Se trata de una chimenea industrial construida con ladrillo, con una base cuadrangular rematada con una cornisa denticulada que da paso a un tronco de sección octogonal y forma troncocónica. Está rematada por una corona y linterna enmarcada por dos molduras de ladrillo.
El diseño de las chimeneas de este tipo obedece a la intención de crear una corriente de aire por inversión térmica. Así el ladrillo es el material utilizado preferentemente al tratarse de un buen aislante térmico. Por otro lado la forma troncocónica hace que la sección de la parte superior de la chimenea sea menor que en la parte inferior, impidiendo la entrada de aire frío.

## Historia
Este tipo de chimeneas eran parte fundamental de las instalaciones industriales que utilizaban el carbón como combustible. El periodo de construcción puede ser de finales del siglo XIX o principios del XX, pero la desaparición de las instalaciones industriales a las que servía han producido una decontextualización que no permite datarlas con más precisión. En 2013 se encuentra en un entorno de huerta con cierto nivel de degradación.

## Protección
Aparece catalogado en el Plan de Acción Territorial de Protección de la Huerta de Valencia. En él se la categoriza como monumento de interés local con un nivel de protección de Bien de Relevancia Local, si bien no aparece como tal Bien en los listados de la Generalidad Valenciana.